# Snapchat
Snapchat is een toepassing voor het delen van foto's en video's die gebruikt kan worden op smartphones met iOS of Android. Ze werd ontwikkeld door Snap Inc. en de oprichters daarvan waren Bobby Murphy en Evan Spiegel.
Het bijzondere van de toepassing is dat de ontvangen media slechts tijdelijk zichtbaar zijn bij de ontvangers, dit gaat van één tot tien seconden. Daarna verdwijnen de bestanden van de servers van Snapchat. Gebruikers kunnen het beeld downloaden door een schermafbeelding te maken of door het op te slaan, maar de verzender ontvangt hier wel een apart bericht van. Snapchat wordt veel gebruikt voor het maken van selfies.
Een berichtje wordt een snap genoemd. Een snapreeks (snapstreak) van twee personen houdt in dat ze beiden steeds binnen 24 uur een snap met een snap beantwoorden. Hoe lang ze dit al volhouden wordt bijgehouden.
In 2021 waren er tussen de 328 miljoen en de 330 miljoen dagelijkse actieve gebruikers. De Verordening digitale diensten beschouwt Snapchat dan ook als een zeer groot onlineplatform, en legt bijhorende verplichtingen op.

## Geschiedenis
Op het moment van de oprichting studeerden Reggie Brown en Robert Murphy beiden aan de Stanford-universiteit in Californië. De app die ze in 2011 ontwikkelden heette in eerste instantie Picaboo. Brown had weleens foto's gestuurd naar mensen waarvan hij liever niet had dat zij die voor altijd konden bewaren. Picaboo sloeg in eerste instantie niet aan en Brown werd uit de groep gegooid. Wat daar precies de reden van was is niet bekend, maar Brown wilde wel geld zien voor zijn werk en begon een rechtszaak. Daarom kreeg de app een nieuwe naam: Snapchat. Er kwam op 30 september 2011 een nieuwe lancering en deze keer was het wel een succes.
In november 2013 weigerde Snapchat een overnamebod van Facebook van drie miljard dollar en een bod van Google van drie miljard dollar.

## Privacyschending
In mei 2014 werd Snapchat op de vingers getikt door de Federal Trade Commission (FTC) naar aanleiding van de schending van de privacyrechten van zijn gebruikers. Deze federale Amerikaanse mededingingsautoriteit oordeelde dat Snapchat zijn gebruikers een verkeerde voorstelling van zaken had gegeven met betrekking tot privacy. Afbeeldingen, die volgens belofte na een ingestelde tijd zouden verdwijnen, bleven in werkelijkheid ongecodeerd in het bestandssysteem van het toestel staan en konden toch vrij eenvoudig worden opgeslagen. 
Snapchat zou ook niet duidelijk hebben gemaakt welke gegevens het verzamelt. Locatiegegevens werden bijvoorbeeld doorgestuurd en opgeslagen, hoewel het tegendeel beloofd was in het privacybeleid. Bij gebruikers van het besturingssysteem iOS van Apple werden stiekem namen en adressen uit de contactenlijst verzameld.
Snapchat was door consumenten en bedrijven gewaarschuwd voor de mogelijke privacyschending door enkele van deze kwesties, maar nam geen noemenswaardige maatregelen. Mede hierdoor konden aanvallers 4,6 miljoen persoonsgegevens met telefoonnummers buitmaken, waardoor gebruikers slachtoffer konden worden van spam, phishing en andere ongewenste boodschappen.
Snapchat beloofde om duidelijker te zijn over de privacy en kwam tot een overeenkomst met de Amerikaanse overheid. Het akkoord bepaalde dat Snapchat een duidelijkere communicatie moet voeren over zijn privacybeleid. Daarnaast moet het bedrijf ook een "uitgebreid privacyplan" opstellen, dat gedurende twintig jaar onafhankelijk zal worden gecontroleerd. Snapchat erkende de fouten, maar gaf aan dat vele problemen al opgelost waren vóór het sluiten van het akkoord.

## Abonnement
In augustus 2022 werd Snapchat+, een betalend abonnement, gelanceerd in België en Nederland.